# Christian Stäblein

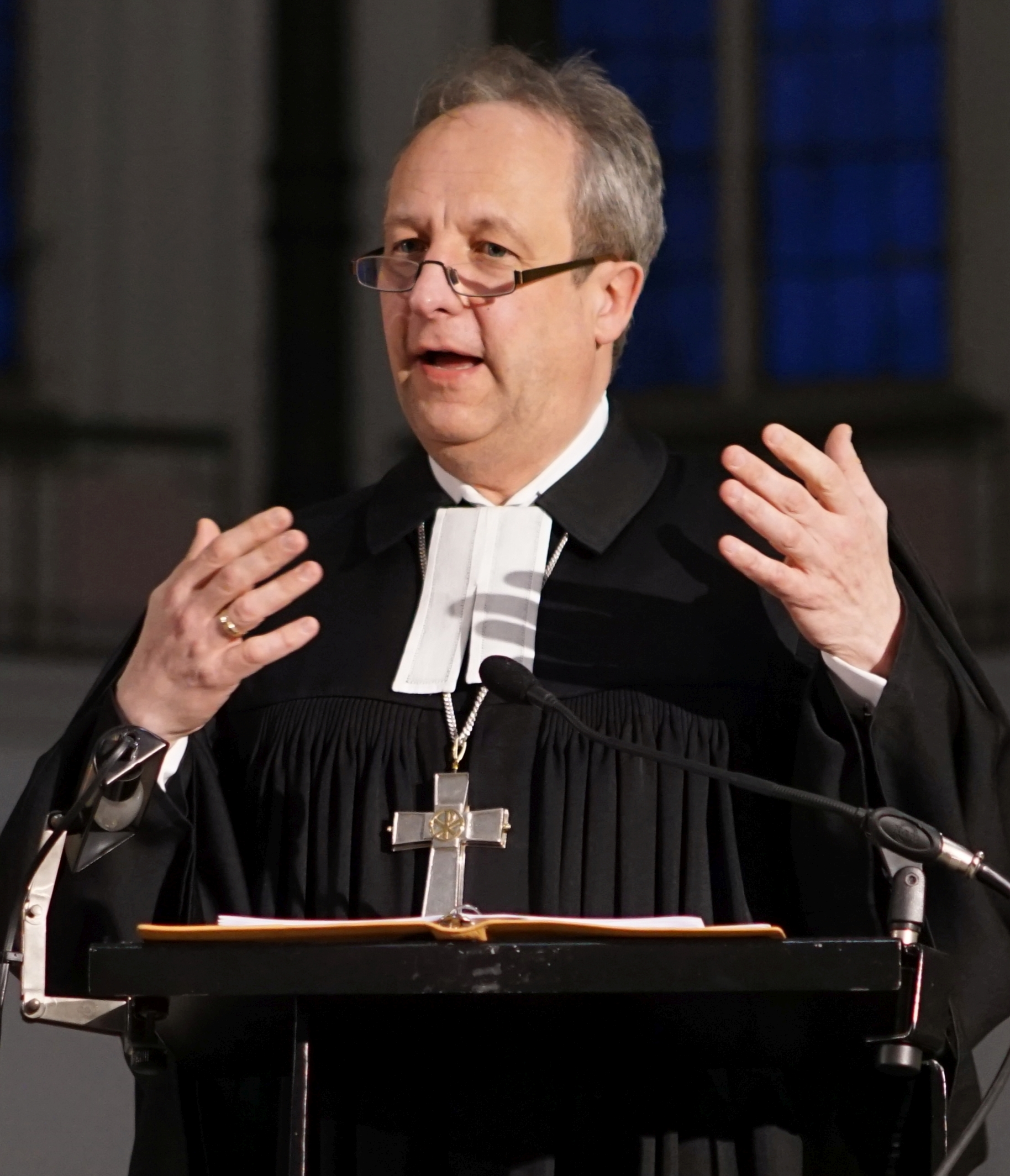
Bischof Christian Stäblein

Christian Stäblein (* 1. November 1967 in Bad Pyrmont, Niedersachsen) ist ein deutscher evangelisch-lutherischer Theologe und seit dem 16. November 2019 Bischof der Evangelischen Kirche Berlin-Brandenburg-schlesische Oberlausitz.

## Leben und Wirken
Christian Stäblein ist der Sohn der Pastorin Renate Löhr und des Ministerialrats Friedrich Stäblein und Stiefsohn der Theologin Oda-Gebbine Holze-Stäblein. Er wuchs in Hannover auf und widmete sich nach dem Abitur zunächst der Rechtswissenschaft. 1988 nahm er das Studium der Evangelischen Theologie auf und verband es mit Nebenstudien in den Fächern Judaistik, Philosophie, Geschichte und Rechtswissenschaft in Göttingen, Berlin und Jerusalem. Nach Abschluss des Studiums und der beiden theologischen Examina war er Pastor in der Kirchengemeinde in Lengede im Kreis Peine.
Von 2001 bis 2005 war Stäblein wissenschaftlicher Assistent am Lehrstuhl für Praktische Theologie an der Universität Göttingen, wo er 2002 bei Manfred Josuttis mit einer Dissertation zum Thema Predigen nach dem Holocaust promoviert wurde. Ab April 2005 war er Pastor an der St.-Martins-Kirche in Nienburg an der Weser. Im Dezember 2007 erhielt er die Berufung als Konventual-Studiendirektor des Predigerseminars Loccum der Evangelisch-lutherischen Landeskirche Hannovers und trat das Amt im April 2008 an. In seiner Zeit entwickelte sich das Predigerseminar zur gemeinsamen Ausbildungsstätte für die evangelischen Kirchen in Niedersachsen und Bremen. Von 2013 bis Frühjahr 2018 gehörte er dem Herausgeberkreis der Göttinger Predigtmeditationen an. Seit Herbst 2018 gibt er die Predigtstudien mit heraus.
Stäblein wurde von der Synode der Evangelischen Kirche Berlin-Brandenburg-schlesische Oberlausitz (EKBO) am 14. November 2014 im ersten Wahlgang zum Propst gewählt. Als Propst war er der theologische Leiter des Konsistoriums der EKBO in Berlin und damit zuständig für theologische Grundsatzfragen. Zu der von ihm geleiteten Abteilung 2 im Konsistorium, „Theologie und kirchliches Leben“, gehört auch die inhaltliche Koordination diverser Arbeitsbereiche, u. a. Diakonie, Ökumene und Publizistik sowie das Medienhaus der EKBO. Zugleich war er Stellvertreter des Bischofs. Er trat das Amt als Propst am 16. August 2015 an. Seine Einführung fand am 4. September 2015 in der St.-Bartholomäus-Kirche in Berlin-Friedrichshain statt.
Am 5. April 2019 wurde er von der Landessynode bereits im zweiten Wahlgang mit einer Zweidrittelmehrheit zum Nachfolger von Markus Dröge als Bischof der Evangelischen Kirche Berlin-Brandenburg-schlesische Oberlausitz gewählt. Am 16. November 2019 wurde Stäblein in der Marienkirche in Berlin in das Amt des Bischofs eingeführt. Am 11. November 2024 wurde er zum Mitglied des Rates der Evangelischen Kirche in Deutschland gewählt.
Christian Stäblein ist mit Anke Stäblein verheiratet und hat vier Kinder.

## Mitgliedschaften und Ämter (Auswahl)
- Vorsitzender der Kirchenleitung der EKBO
- Vorsitzender des Kuratorium der Evangelischen Hochschule Berlin (EHB)
- Vorsitzender des Kuratoriums des Instituts Kirche und Judentum
- Vorsitzender des Missionsrates des Berliner Missionswerkes
- Vorsitzender des Kuratoriums der Stiftung Garnisonkirche in Potsdam[6] * Mitglied der Gesellschafterversammlung der Evangelischen Akademie zu Berlin
- Mitglied des Kuratoriums des Evangelischen Diakonissenhauses Berlin Teltow Lehnin
- Mitglied im Domstift Brandenburg, seit 2022 Domdechant[7].
- Mitglied im Aufsichtsrat des Wichern-Verlags GmbH[8]
- Vertretung der EKBO im Vorstand des Evangelischen Presseverbandes (EPV) Ost e. V., Vorsitz des Vorstands
- Beauftragter des Rates der EKD für Flüchtlingsfragen[9]

## Schriften
- Predigen nach dem Holocaust. Das jüdische Gegenüber in der evangelischen Predigtlehre nach 1945. Vandenhoeck und Ruprecht, Göttingen 2004, ISBN 978-3-525-62381-7.
- mit Alexander Deeg und Michael Meyer-Blanck: Präsent predigen. Eine Streitschrift wider die Ideologisierung der „freien“ Kanzelrede. Göttingen 2011, ISBN 978-3-525-62001-4.
- mit Traugott Wrede: Lieder, Licht und Leidenschaft. Qualität im Kirchenraum. Hannover 2012, ISBN 978-3-7859-1049-8.
- mit Jochen Arnold und Frank Fuchs: Dem Leben auf der Spur. Mit Literaturgottesdiensten durch das Kirchenjahr. Hannover 2013, ISBN 978-3-7859-1088-7.
- mit Arend de Vries: Buß-Bilder. Johanneskapelle Kloster Loccum, Hannover 2013, ISBN 978-3-7859-1138-9.
- mit Horst Hirschler und Hans Otte: Wort halten – gestern, heute, morgen. Festschrift zum 850-jährigen Jubiläum des Klosters Loccum. Göttingen 2013, ISBN 978-3-525-55066-3.
- mit Christina-Maria Bammel: Gott und das Virus. Ein Gespräch zu Corona-Zeiten. Berlin 2020, ISBN 978-3-88981-458-6.
- Ostern: Fest des Sehens. „Harbingers of Resurrection“ von Nikolai Nikolaevich Ge (1867). In: Hans-Georg Ulrichs (Hg.): Bilder predigen. Gottesdienste mit Kunstwerken (= Dienst am Wort, Band 152). Göttingen 2013, S. 47–55.
- Die Zukunft des besonderen Verhältnisses zwischen Staat und Kirche in Deutschland. Eine praktisch-theologische und politische Diagnose. In: Zeitschrift für evangelisches Kirchenrecht 60 (2/2015), S. 131–146.
- Bekenntnis und Kirchenrecht. Am Beispiel der Gleichstellung der Segnung eines Paares in eingetragener Lebenspartnerschaft mit Traugottesdiensten. In: Zeitschrift für evangelisches Kirchenrecht 62 (1/2017), S. 27–40.